# Agrotis correlejoi
Agrotis correlejoi is een vlinder uit de familie uilen (Noctuidae). De wetenschappelijke naam is voor het eerst geldig gepubliceerd in 2004 door Fibiger & Honey.
De soort komt voor in Europa.